# جیک بیزلی
جیک بیزلی (انگلیسی: Jake Beesley؛ زادهٔ ۲ دسامبر ۱۹۹۶) بازیکن فوتبال اهل بریتانیا است.
از باشگاه‌هایی که در آن بازی کرده‌است می‌توان به باشگاه فوتبال چسترفیلد اشاره کرد.